# San Miguel (Sucilá)
San Miguel es una localidad del municipio de Sucilá en el estado de Yucatán localizado en el sureste de México.

## Toponimia
El nombre (San Miguel) hace referencia al Arcángel Miguel.

## Demografía
Según el censo de 2005 realizado por el INEGI, la población de la localidad era de 3 habitantes, de los cuales 184 eran hombres y 185 eran mujeres.
| 3                           | 7 | 0 | 0 | ? | 3 |
| (Fuente: INEGI [Consultar]) |   |   |   |   |   |